# Namouri Dosso
Pour les articles homonymes, voir Dosso.
Namouri Dosso est un journaliste présentateur à RFI et à TV5 Monde. 

## Biographie

### Formation
Formé à l'ISFJ / Écoles des médias, Namouri Dosso en sort en 2010 avec une licence en journalisme.  

### Parcours professionnel
De 2010 à 2012, il rejoint i-Télé/canal+ comme journaliste rédacteur. Par la suite, il travaille à Africa 24 où il reste 9 mois. Il est chroniqueur dans l'émission Bonjour santé sur Canal+ Afrique depuis 2018. 
Présentateur à RFI depuis 2016 et à TV5 monde depuis 2019. Il remplace depuis le 29 octobre 2023, l'animateur du le Débat africain Alain Foka, qui avait été démissionné le 17 octobre 2023, à la tête de l'émission.